# باشگاه فوتبال منتووا
باشگاه فوتبال منتووا که معمولاً به عنوان منتووا شناخته می‌شود، یک باشگاه فوتبال ایتالیایی است که در منتووا، لمباردی واقع شده است. منتووا از فصل ۰۶–۲۰۰۵ تا ۱۰–۲۰۰۹ به صورت متوالی در سری بی ایتالیا به عنوان آ.ث. منتووا بازی کرده بود، زمانی که آنها پس از پایان فصل در رده بیستم سقوط کردند.
در تابستان ۲۰۱۰، باشگاه ورشکست شد و دوباره به عنوان باشگاه فوتبال منتووا تاسیس شد و بلافاصله در فصل بعد از گروه ب سری دی به لیگ برتر دسته دوم ارتقا یافت. این باشگاه در سال ۲۰۱۷ دوباره ورشکست شد و از آن زمان تاکنون سه فصل متوالی در سری دی بازی کرده است.

## افتخارات
- سری بی: ۱ قهرمانی
- سری سی: ۱ قهرمانی
- سری سی۲: ۳ قهرمانی